# Veinticinco de Diciembre
Veinticinco de Diciembre é uma cidade do Paraguai, Departamento San Pedro, localizada 120 km ao norte da cidade de Assunção, a capital, com a qual ela comunica através da Rota III Internacional Geral Elizardo Aquino, que atravessa o seu território de leste a oeste. 
Trata-se de uma diversificada área de actividade económica da agricultura e do gado, mas dominada ls.
Na cidade existem cerca de 1500 pessoas (segundo o último censo realizado em 2002 pela Direcção Geral de Estatística e Censos Inquéritos Paraguai) e, em geral, o distrito é habitado por 10.000 habitantes, distribuídos em 11 bairros em torno da cidade.  
Veinticinco, dez delimitada a norte pelo município de Santo Estanislau, a leste pela cordilheiras Ka'aguasu (colinas de San Joaquin) ea União distrito, o distrito sul de Juan de Mena, a sudoeste com o Colónia Presbítero Fidel Maíz, córregos e estuários oeste e no noroeste do Rio Paraguai.

## Transporte
O município de Veinticinco de Diciembre é servido pelas seguintes rodovias:
- Ruta 03, que liga a cidade de Assunção ao município de Bella Vista Norte (Departamento de Amambay).
- Caminho em pavimento ligando o município a cidade de Yataity del Norte[1][2][3]